# Рабинович, Давид Израилевич
Давид Израилевич Рабинович (2 сентября 1895, Одесса — 1982, там же) — украинский советский теплофизик, учёный в области теплотехники и котлостроения. Доктор технических наук (1953), профессор (1927).

## Биография
В 1912 году окончил с золотой медалью Одесское коммерческое училище Николая I. Продолжил учёбу на математическом отделении Тулузского университета и в Электротехническом институте в Тулузе (1912—1914). Из-за Первой мировой войны был вынужден покинутьФранцию и до 1917 года учился в Рижском политехникуме. Летом 1918 года в составе инициативной группы из шести студентов различных вузов России принимал участие в организации Одесского политехнического института, где учился в 1918—1919 годах, но был вынужден прервать занятия из-за событий Гражданской войны. Окончил механический факультет Киевского политехнического института (1921).
С 1921 года на протяжении 60 лет работал в Одесском политехническом институте, сначала ассистентом и аспирантом профессора Ч. И. Кларка (1921—1923), затем преподавателем (1924—1927), профессором (1927—1930), заведующим кафедрой котельных установок (1931—1941) и (1944—1970), затем до конца жизни — профессором-консультантом кафедры (1970—1982). В 1936—1941 годах по совместительству заведовал кафедрой судовых паросиловых установок в Одесском институте инженеров морского флота.
Диссертацию кандидата технических наук по теме «Аналитическое исследование скорости горения пылевидного топлива» защитил в 1926 году. Под руководством Д. И. Рабиновича в Одессе была построена первая в СССР опытная станция сжигания бытовых отходов с использованием тепла в паровом котле и механизацией основных топочных процессов. В 1938 году руководил созданием оригинального топочного устройства, приближающегося к универсальному по топливу, в органическом сочетании с паровым котлом. Это ознаменовало новое направление в развитии промышленного котлостроения, основанного на применении принципа радиационного теплообмена при отсутствии конвективных испарительных поверхностей нагрева (в отличие от принятых тогда паровых котлов работающих по принципу конвективного теплообмена). Эти результаты послужили основанием для создания в Одесском политехническом институте проблемной лаборатории «Промышленные радиационные парогенераторы», которую возглавил Д. И. Рабинович.
В начале Великой Отечественной войны был вместе с институтом эвакуирован в Ташкент (1941—1944), где работал в эвакуированных Ленинградском политехническом институте и в Одесском технологическом институте; состоял членом Комитета при Узбекской Академии наук по использованию среднеазиатских углей. В 1944 году вернулся в Одессу и Одесский политехнический институт, одновременно заведовал кафедрой электротехники, теплотехники и гидравлики в Одесском институте инженеров мукомольной промышленности и элеваторного хозяйства имени И. В. Сталина, а в 1948—1950 годах — выделенной из неё кафедрой теплотехники.
Диссертацию доктора технических наук по теме «Исследование топочного процесса при верхнем питании слоя» защитил в Ленинградском политехническом институте в 1951 году (утверждение было отложено в связи в кампанией по борьбе по космополитизмом до 1953 года). В ноябре 1967 года получил разрешение от Министерством образования СССР на организацию единственной в СССР научно-исследовательской проблемной лаборатории радиационных паровых генераторов. В последние годы жизни работал на радиационным котлом-утилизатором для сжигания мусороотходов.
Основные научные труды в области технологии промышленных котельно-топочных систем, в том числе теоретические исследования скорости горения пылевидного топлива и моделирование двухфазных пылегазовых потоков.
Племянник и соавтор — теплофизик, доктор технических наук Виктор Абрамович Рабинович, лауреат Государственной премии Российской Федерации (1996).